# Tagesspiegel
El Tagesspiegel (en español «Espejo del Día»), antiguamente Der Tagesspiegel («El Espejo del Día»), es un periódico diario alemán. Aunque sea un diario regional se dice que tiene influencia nacional.El lema del periódico es rerum cognoscere causas - «reconocer las causas de las cosas».

## Historia y línea editorial
Fue fundado el 27 de septiembre de 1945 por Erik Reger, Walther Karsch y Edwin Redslob en Berlín. Durante el bloqueo desde 1948 no podía ser distribuido en el este de Berlín y Alemania del Este. En 1993 fue comprado por Georg von Holtzbrinck Publishing Group. En 2005 ganó el premio World's Best-Designed Newspapers de la Society for News Design en Nueva York. En 2009, Dieter von Holtzbrinck compró Der Tagesspiegel y Handelsblatt de Holtzbrinck.
De 2005 a 2008, el periodista estadounidense Michael Scaturro fue responsable por una versión en inglés, The Berlin Paper.
En el primer trimestre del año 2024, el periódico tuvo una tirada de 101.129 ejemplares.  La edición dominical en papel se publicó por última vez el 31 de marzo de 2024. A partir de entonces, los domingos solo se publicará un periódico electrónico.